# Ljunganviruset
Ljunganviruset upptäcktes för första gången i mitten av 1990-talet, bland skogssorkar nära Ljungan i Medelpad. 
 Ljunganviruset, som även har hittats på flera platser i Europa och USA

har konstaterats orsaka flera allvarliga sjukdomar hos såväl vilda djur som laboratoriedjur. 

Vetenskapliga rapporter har också nyligen konstaterat att Ljunganviruset har kopplingar till missbildningar, fosterdöd och plötslig spädbarnsdöd hos människa .    Därtill pågår studier på många olika platser i världen för att utreda Ljunganvirusets eventuella betydelse för bland annat diabetes och neurologiska sjukdomstillstånd hos människa. 
Ljunganviruset tillhör Parechovirus genus i familjen Picornavirus .  Andra kända medlemmar i denna virusfamilj är poliovirus, hepatit A-virus och förkylningsvirus (Rhinovirus). Ett av de tidigaste vetenskapliga rönen kring Ljunganvirus var att infekterade vilda gnagare utvecklar både diabetes och hjärtmuskelinflammation – om de samtidigt utsätts för stress.  Det har därför spekulerats i om dessa sjukdomar kan ligga bakom det cykliskt varierande antalet gnagare i Skandinavien; ett ökande antal smågnagare gör det svårare att försvara revir, minskar tillgången på mat och leder till fler rovdjur. Denna stressituation leder i sin tur till sjukdom som minskar antalet gnagare, med en cyklisk variation av antalet individer som resultat.